# Moriarty the Patriot
Moriarty the Patriot (яп. 憂国のモリアーティ, Yūkoku no Moriāti, Патріот Моріарті) — японська манґа, написана Рьосуке Такеучі та проілюстрована Хікару Мійоші, заснована на серії сера Артура Конан Дойла про Шерлока Голмса. У ньому йдеться про молодість ворога Голмса, Вільяма Джеймса Моріарті. Адаптація аніме-серіалу від Production I.G виходила в ефір з жовтня 2020 року по червень 2021 року.

## Сюжет
Наприкінці 19 століття Британська імперія стала глобальною державою. Через суворе класове розшарування пересічний громадянин має мало шансів успішно піднятися на вершину, де над усіма панує підла знать. У дитячому притулку син графа Моріарті, Альберт зустрічає двох обдарованих сиріт, Вільяма Джеймса та Луїса Джеймса та згодом дізнається, що їх об'єднує ненависть до корумпованої британської знаті, після чого сім'я Альберта Моріарті усиновлює хлопців. Вільям Джеймс називає себе «кримінальним консультантом». Вони втроьх планують вбити жорстокого брата Альберта, якого також звуть Вільямом, спалити сімейний маєток, а потім почати нове спільне життя, спрямоване на використання незаконних засобів для знищення класової системи, яка мучила країну протягом століть. Розробляючи складну схему вбивства дворянина, який полював на простолюдинів, Вільям Джеймс Моріарті зустрічає Шерлока Голмса, який зміг зробити висновок, що до вбивства причетна третя особа. Це викликає інтерес Моріарті до Шерлока і змушує його підставити Шерлока за вбивство графа, щоб перевірити його здібності.

## Персонажі
Вільям Джеймс Моріарті (яп. ウィリアム・ジェームズ・モリアーティ, Uiriamu Jēmuzu Moriāti)
Середній брат Моріарті і кримінальний консультант. Він володіє великим розумом і використовує його, щоб придумати ідеальні злочини в надії покінчити з класовою системою і реформувати суспільство. Він допомагає жертвам класових злочини помститися, організовуючи злочин, де їхні жертви вбивають, не залишаючи жодних доказів своєї причетності. Для нього створення ідеального злочину — головоломка, яку треба вирішити, робота, якої він насолоджується, можливо навіть надто сильно. І безумовно одним із бонусів є те, що сам він залишається осторонь вчиненого злочину. Спочатку Вільям виховувався в сирітському будинку, перш ніж був усиновлений сім'єю Альберта, і прийняв ідентичність справжнього Вільяма після того, як був убитий через одну з його злочинних схем. В аніме Вільям набагато молодший за свій прототип з книг, до того ж зображений в образі бішьонена, але в той же час зберігає основні риси персонажа Конан Дойля — він високий, блідий і стриманий.
Альберт Джеймс Моріарті (яп. アルバート・ジェームズ・モリアーティ, Arubāto Jēmuzu Moriāti)
Найстарший з братів Моріарті. Він єдиний справжній Моріарті з братів. За батьковим дорученням він мав обрати дитину, яку всиновлять його батьки. Почувши промову Вільяма Альберт повірив у його мрії змінити суспільство та вирішив йому допомогти. Після «викрадення графа» він був оцінений начальником розвідки Майкрофтом Холмсом, отримавши командування секретним підрозділом розвідки МІ6 під кодовою назвою «М», і отримав звання полковника.
Луїс Джеймс Моріарті (яп. ルイス・ジェームズ・モリアーティ, Ruisu Jēmuzu Moriāti)
Наймолодший з братів Моріарті. Він виховувався в дитячому будинку разом з Вільямом. У дитинстві страждав від невідомої хвороби і помер би, якби батько Альберта ним не маніпулював, щоб зробити йому операцію з порятунку життя, вилікувати його хворобу. Він відданий Вільяму і виконує кожен його наказ.
Шерлок Голмс (яп. シャーロック・ホームズ, Shārokku Hōmuzu)
Суперник Моріарті, детектив-консультант, який допомагає Скотланд-Ярду у кримінальних справах, які вони не можуть розкрити.
Джон Г. Ватсон (яп. ジョン・H・ワトソン, Jon H Watoson)
Ватсон — ветеран, який був бойовим медиком у Першій англо-афганській війні, а також співмешканець Шерлока, який допомагає йому розслідувати злочини.
Фред Порлок (яп. フレッド・ポーロック, Fureddo Pōrokku)
Помічник Вільяма, який є майстром маскування та бойових мистецтв, включаючи смертельне використання ножів і вогнепальної зброї. Він діє як шпигун і збирач інформації Вільяма і дуже рідко говорить, якщо не передає зібрану інформацію. Незважаючи на свою замкнутість, в душі він досить ніжний і добрий, особливо навколо дітей і ненавидить, коли діти стають жертвами злочинів.
Себастьян Моран (яп. セバスチャン・モラン, Sebasuchan Moran)
Себастьян є одним із соратників Вільяма. Солдат, якого заохотили залишити армію після того, як він почав повертатися до злочинного життя. Він експерт з вогнепальної зброї, здатний вражати цілі на досить екстремальних відстанях, особливо з гвинтівок, і діє як солдат, охоронець і вбивця Вільяма. Моран висловив готовність пожертвувати власним життям, якщо Вільям цього вимагає і вірить у свою мрію про краще суспільство.
Майкрофт Голмс (яп. マイクロフト・ホームズ, Maikurofuto Hōmuzu)
Старший брат Шерлока, голова Бюро розвідки, був настільки високопоставленим, що міг навіть прийняти особисті накази королеви. У багатьох відношеннях розумніший за Шерлока. Дізнавшись про мету братів Моріарті у «Скандалі в Британській імперії», визнав їхню рішучість і погодився мовчати.
Ірен Адлер (яп. アイリーンアドラー, Airīn'adorā) / Джеймс Бонд (яп. ジェームズ・ボンド, Jēmuzu Bondo)
Відома акторка, також таємна висококласна повія, вправна злодійка, яка добре маскується, відома як «Жінка». Володіла вкраденими британськими державними таємними документами, намагаючись загрожувати вельможам, сподіваючись змінити їх і повернути світ до нормального стану, але її вислідили, оскільки інформація в секретних документах була занадто важливою. Зрештою, за допомогою Альберта та інших, Адлер була врятована. Вона відмовилася від колишньої особистості, приєдналася до МІ-6 і стала «офіцером розвідки № 007», переодягнувшись у чоловіка та змінивши ім'я на «Джеймс Бонд».
Джек Ренфілд (яп. ジャック・レンフィールド, Jakku Renfīrudo)
Колишній британський солдат, відомий у всьому світі як «Джек-Різник». Приєднується до МІ-6 з Луїсом після «Останньої справи».
Фон Гердер (яп. フォン・ヘルダー, Fon Herudā)
Сліпий, розробник зброї MI6, під кодовою назвою «Q».
Зак Паттерсон (яп. ザック・パターソン, Zakku Patāson)
Офіцер розвідки МІ-6, призначений Альбертом стежити за пересуваннями Шерлока Голмса як детектив поліції в Скотланд-Ярді. Після «Бунту у Новому Скотланд-Ярді» його підвищили до головного інспектора Скотланд-Ярду.
Чарльз Оґастес Мілвертон (яп. チャールズ・オーガスタス・ミルヴァートン, Chyāruzu Ōgasutasu Mirubāton)
Керує кількома медіа-компаніями та має велику мережу збору розвідувальних даних. Називаючи себе «королем шантажу», він із задоволенням погрожує іншим і стає свідком страждань своїх жертв. У інциденті «Привид Уайтчепела» з'ясував, що «королем злочинів» був Вільям Джеймс Моріарті, і помітив різницю в характері другого сина Моріарті до та після пожежі особняка Моріарті, робить висновок, що Вільям помінявся ролями з другим сином справжнього Моріарті під час пожежі. У «Знаку чотирьох» Мері Морстен не дозволяв їй вийти заміж за Ватсона, погрожуючи опублікувати статтю про її участь у Паризькій комуні у Франції. Зрештою він була вбита Шерлоком Голмсом в «Двох злочинцях». Вбивство також опосередковано призвело до розкриття особи Вільяма, що, у свою чергу, призвело до плану Вільяма «масового вбивства дворян, а потім самогубства» в «Останній справі».
Місіс Гадсон (яп. ハドスン夫人, Hadosun fujin)
Власниця квартири Шерлока та Ватсона, яка стверджує, що їй завжди 17 років.
Інспектор Лестрейд (яп. レストレード, Resutorēdo)
Детектив Скотленд-Ярду з сильним почуттям справедливості.
Віггінс (яп. ウィギンズ, U~iginzu)
Капітан строкатої армії вуличних дітей на Бейкер-стріт, часто допомагає Шерлоку виконувати доручення за гроші.
Мері Морстен (яп. メアリー・モースタン, Mearī mōsutan)
Наречена Ватсона. Попросила Шерлока про допомогу, коли її шантажував Чарльз Оґастес Мілвертон.

## Медіа

### Манґа
Серія манґи, написана Рьосуке Такеучі та проілюстрована Хікару Мійоші, розпочалася 4 серпня 2016 року в журналі шьонен манґи Шуейші Jump Square. Станом на 2022 рік вже було видано сімнадцять томів танкобон.

### Аніме
Аніме-адаптація була оголошена на події Jump Festa '20 22 грудня 2019 року. Режисером серіалу став Кадзуя Номура з Production I.G, а Тоору Окубо розробляв персонажів і виконував обов'язки головного режисера анімації. Го Заппа і Таку Кісімото відповідали за сценарії, а Асамі Тачібана написала музику.
Хоча перший епізод був попередньо показаний 21 вересня 2020 року, перша половина серіалу офіційно виходила в ефір з 11 жовтня по 20 грудня 2020 року на Tokyo MX, BS11 і MBS. Перший опенінґ, «DYING WISH», виконує Тасуку Хатанака, а ендінґ, «ALPHA», виконує STEREO DIVE FOUNDATION. Серіал складався з 24 епізодів, друга половина з 13 серій виходила в ефір з 4 квітня по 27 червня 2021 року. Другий опенінґ, «TWISTED HEARTS», виконує також Хатанака, як і другий ендінґ, «OMEGA», який знову виконує STEREO DIVE FOUNDATION.
Muse Communication ліцензувала аніме в Південно-Східній Азії та Південній Азії, яка транслювалася на її каналі Muse Asia на YouTube. Funimation також придбала серіал для трансляції на своєму веб-сайті в Північній Америці та на Британських островах. 13 серпня 2021 року Funimation оголосила, що серіал отримає англійський дубляж, прем'єра якого відбулася 15 серпня Після придбання Sony Crunchyroll аніме було перенесено на Crunchyroll.
2-серійна OVA була випущена 27 квітня 2022 року.